# Anunciada Fernández de Córdova
Anunciada Fernández de Córdova y Alonso-Viguera (Madrid, 1 de abril de 1958) es una escritora y diplomática española. 

## Biografía
Es licenciada en Derecho e ingresó en 1983 en la carrera diplomática. Ha sido directora-jefe de Medios de Comunicación en la Oficina de Información Diplomática, vocal asesora del ministro de Cultura, consejera técnica y jefa del Gabinete Técnico del secretario general para las Comunidades Europeas, secretaria personal de la Infanta Doña Cristina de Borbón y Grecia y directora de Actividades en la Secretaría General de la Casa de Su Majestad el Rey, subdirectora general de Programas y Convenios Culturales y Científicos. Fue embajadora en misión especial para las Cumbres Iberoamericanas y Asuntos Multilaterales de Iberoamérica desde febrero hasta septiembre de 2006.
Fue directora general de Organismos Multilaterales Iberoamericanos (septiembre de 2006-marzo de 2009), fecha en que fue nombrada embajadora de España en la República de Eslovenia. En septiembre de 2015 fue nombrada Directora de la Oficina de Cultura y Turismo de la Comunidad de Madrid, cesando a petición propia el 29 de diciembre de 2016.
Fue nombrada vocal del Comité Ejecutivo de la Comisión para conmemorar los bicentenarios de la independencia de las Repúblicas Iberoamericanas, que se constituyó formalmente el 24 de octubre de 2007, en el Congreso de los Diputados, bajo la presidencia de María Teresa Fernández de la Vega, vicepresidenta del Gobierno.
Como escritora, tiene publicados varios libros de poesía y novelas. Ha participado como jurado en numerosos certámenes literarios y como moderadora en diferentes jornadas y congresos de Literatura. Obtuvo un accésit en el XVII Premio Jaime Gil de Biedma por su obra de poemas La percepción inquietante (2007). Asimismo, fue ganadora del I Premio Internacional Rara Avis de Ensayo y Memorabilia gracias a su obra El vuelo de los días - que ha obtenido y sigue obteniendo excelentes críticas.

## Libros publicados
- Media luna (1999)
- Las islas del tiempo (2004)
- De algo incierto (2007)
- La percepción inquietante(2007), accésit en el XVII Premio Jaime Gil de Biedma.
- El vuelo de los días (2010), I Premio Internacional Rara Avis de Ensayo y Memorabilia.